# 齿肢微蛛
齿肢微蛛（学名：Erigone dentipalpis）为皿蛛科微蛛属的动物。分布于欧洲以及中国大陆的新疆等地。该物种的模式产地在欧洲。

## 亚种
- 甘肃齿肢微蛛（学名：Erigone dentipalpis kansuensis），Schenkel于1963年命名。在中国大陆，分布于甘肃等地。该物种的模式产地在甘肃。[2]